# Bezdekia tenebrosa
Bezdekia tenebrosa (sinónimo de Colasposoma tenebrosum) es un coleóptero de la familia Chrysomelidae. Fue descrita en 2005 por Warchalowski.